# Coupe continentale de combiné nordique 2018
Navigation
2017 2019
La Coupe continentale de combiné nordique 2017 - 2018 est la dixième édition de la coupe continentale, compétition de combiné nordique organisée annuellement par la fédération internationale de ski. Il s'agit de la compétition internationale de second niveau derrière la coupe du monde qui est également organisé par la fédération internationale de ski.
Pour la première fois, une compétition féminine est organisée au sein de la Coupe.
Elle se déroule, chez les dames, du 6 janvier au 11 mars 2018, en 6 épreuves ; les épreuves masculines, au nombre de 18, commencent plus tôt (le 15 décembre 2017) et se terminent à la même date, le 11 mars, et au même endroit que la compétition féminine, à Nijni Taguil, en Russie.
La Russe Stefaniya Nadymova remporte le classement général féminin devant la Japonaise Ayane Miyazaki. L'Allemande Jenny Nowak est troisième du général.
L'Autrichien Thomas Jöbstl remporte le classement général masculin devant son compatriote et double tenant du titre Martin Fritz. Le Norvégien Sindre Ure Søtvik est troisième et son compatriote Mikko Kokslien, qui a remporté quatre des dix-huit courses, termine quatrième du classement général.

## Contexte de la création de la compétition féminine
Le combiné nordique est lors des Jeux olympiques d'hiver de 2014 et de Jeux olympiques d'hiver de 2018, la seule épreuve exclusivement masculine ce qui déplaît au CIO qui souhaiterait la parité des épreuves olympiques. La Fédération internationale de ski a décidé de lancer un programme en 2014 afin de féminiser la discipline. Les premières courses juniors ont lieu à Oberstdorf lors du grand Prix d'été de combiné nordique 2014. L'objectif est d'inclure officiellement une épreuve féminine lors des championnats du monde junior de ski nordique 2019 puis des épreuves féminines aux Jeux olympiques d'hiver de la jeunesse puis une coupe du monde lors de l'hiver 2020/2021 ainsi que des épreuves féminines aux Championnats du monde en 2021 et enfin une épreuve féminine aux Jeux olympiques d'hiver.

## Organisation de la compétition

### Programme et sites de compétition
La saison masculine débute à nouveau aux États-Unis, mais à Steamboat Springs, qui n'avait plus accueilli de courses de cette compétition depuis 2010,. Ensuite, la compétition revient pour la deuxième année consécutive à Klingenthal, tandis que la compétition féminine débute par deux épreuves à Otepää, en Estonie en même temps que la coupe du monde masculine (ces épreuves en Estonie se verront annulées par manque de neige. Elles ne sont pas reprogrammées). Une étape dédiée aux compétitions masculines est organisée à Ruka, en Norvège. Puis, dans ce même pays, la localité de Rena accueille pour la première fois la compétition, féminine comme masculine, après avoir reçu des coupes continentales de saut à ski,. La saison est interrompue par les Championnats du monde juniors en Suisse, où une épreuve féminine non-officielle est organisée. La saison reprend ensuite pour les hommes à Eisenerz, en Autriche, puis à Planica, en Slovénie. Femmes et hommes disputeront leurs trois dernières courses en Russie, à Nijni Taguil.
La Fédération internationale a décidé de condenser la compétition sur sept lieux afin de réduire les coûts et ainsi quatre villes accueilleront trois courses. Rena et Nijni Taguil accueilleront sur le week-end les compétitions masculines et des courses de la première édition de la compétition féminine.

### Format des épreuves
Le calendrier ne prévoit que des épreuves individuelles.
Lors d'un Gundersen, les athlètes exécutent premièrement un saut sur un tremplin suivi d’une course de ski de fond de 5 km. À la suite du saut, des points sont attribués pour la longueur et le style. Le départ de la course de ski de fond s'effectue selon la méthode Gundersen (1 point = 4 secondes), le coureur occupant la première place du classement de saut s’élance en premier, et les autres s’élancent ensuite dans l’ordre fixé. Le premier skieur à franchir la ligne d’arrivée remporte l’épreuve.
Lors d'un départ groupé (Mass Start, en anglais), les compétiteurs disputent une course de fond en partant tous en même temps. À l'issue de cette course, le vainqueur reçoit une note de 120 points, on enlève alors aux autres 15 points par minute perdue après le temps du vainqueur de la course de fond, vient ensuite une épreuve de saut à ski qui déterminera le classement final.
La dernière compétition est disputée sous le format de deux sauts suivis d'un 15 km.
Dans les tous les courses, les trente premiers athlètes à l'arrivée marquent des points suivants la répartition suivante :
| Place  | 1er | 2e | 3e | 4e | 5e | 6e | 7e | 8e | 9e | 10e | 11e | 12e | 13e | 14e | 15e | 16e | 17e | 18e | 19e | 20e | 21e | 22e | 23e | 24e | 25e | 26e | 27e | 28e | 29e | 30e |
| ------ | --- | -- | -- | -- | -- | -- | -- | -- | -- | --- | --- | --- | --- | --- | --- | --- | --- | --- | --- | --- | --- | --- | --- | --- | --- | --- | --- | --- | --- | --- |
| Points | 100 | 80 | 60 | 50 | 45 | 40 | 36 | 32 | 29 | 26  | 24  | 22  | 20  | 18  | 16  | 15  | 14  | 13  | 12  | 11  | 10  | 9   | 8   | 7   | 6   | 5   | 4   | 3   | 2   | 1   |

### Dotation financière
Les sommes suivantes sont versées aux athlètes après chaque course :
| Place                | 1er | 2e  | 3e  | 4e  | 5e  | 6e |
| -------------------- | --- | --- | --- | --- | --- | -- |
| Épreuve individuelle | 500 | 400 | 300 | 150 | 100 | 50 |

## Compétition

### Athlètes qualifiés

#### Hommes
Le nombre de participants autorisés par nations est calculé après chaque période (la saison est divisé en quatre périodes) en fonction :
- du FIS World Ranking qui est un indicateur prenant notamment en compte le classement général de la compétition ;
- du classement de la coupe continentale.

Les fédérations ne peuvent engager plus de huit athlètes par course. La nation « à domicile » peut engager quatre athlètes supplémentaires.
Les fédérations peuvent engager les athlètes qu'elles souhaitent du moment qu'ils disposent d'un code FIS.

#### Femmes
Les fédérations peuvent engager le nombre d'athlètes qu'elle souhaitent. Les compétitrices doivent être nées en 2002 ou avant.

### Déroulement de la compétition

#### Steamboat Springs

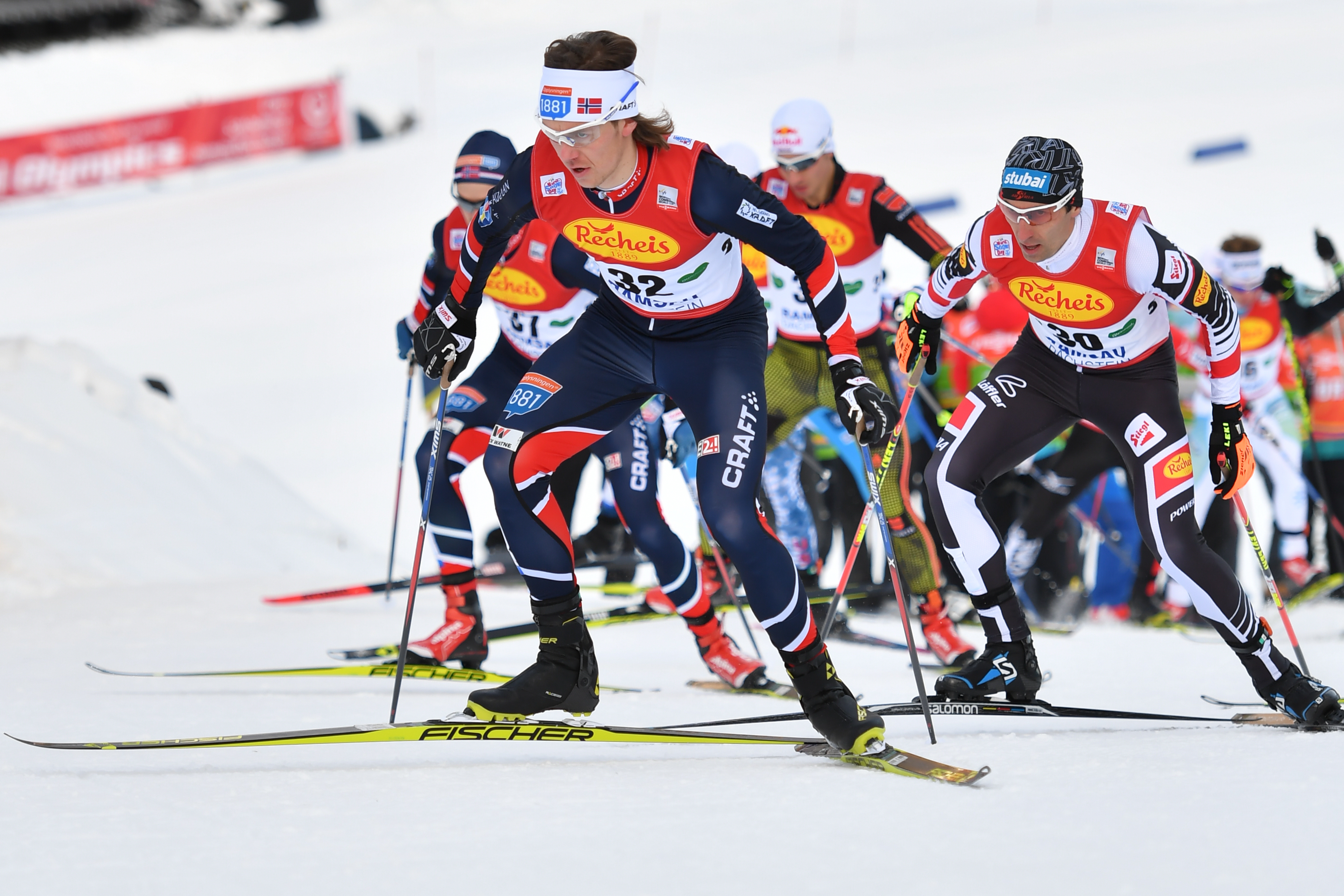
Mikko Kokslien signe trois victoires aux États-Unis.

La saison débute à Steamboat Springs le 15 décembre 2017. Tobias Simon domine le concours de saut grâce à un saut de 71,5 mètres. Il devance de six secondes l'Américain Ben Loomis qui a sauté à la même distance et le Norvégien Sindre Ure Søtvik qui a sauté à 71 mètres. Les écarts entre les athlètes sont très faibles à l'issue du saut. La course de fond est disputée de nuit et dans le froid. Lors de la course, les meilleurs fondeurs remontent rapidement et dès la mi-course, Hugo Buffard (qui avait pris le départ de la course de fond en 29e position, avec 1 minute et 13 secondes de retard), les Norvégiens Truls Sønstehagen Johansen et Mikko Kokslien ainsi que l'Italien Lukas Runggaldier sont revenus sur Ben Loomis en tête de la course. Dans le dernier kilomètre, Mikko Kokslien parvient à s'échapper et il s'impose devant son compatriote Truls Sønstehagen Johansen et devant Hugo Buffard qui a réalisé le meilleur temps de ski,.
Le lendemain, le Norvégien Harald Johnas Riiber réalise le plus long saut du week-end à 74 mètres pour prendre la tête. Il devance le Japonais Yuto Nakamura et l'Américain Ben Loomis. Le vainqueur de la veille, Mikko Kokslien est huitième à 30 secondes de la tête. Rapidement celui-ci revient sur la tête puis il s'échappe à la mi-course et s'impose en solitaire. Derrière lui, Hugo Buffard fait une nouvelle fois le meilleur temps de ski ce qui lui permet de remonter de la 25e à la 2e place. Truls Sønstehagen Johansen, 2e la veille, complète le podium.
Lors de la troisième course, Ben Loomis domine le concours de saut. Il devance d'une seconde l'Allemand Tobias Simon et de 8 secondes le Norvégien Harald Johnas Riiber. Mikko Kokslien est à 54 secondes. Truls Sønstehagen Johansen est à une minute et quatre secondes alors que Hugo Buffard est à une minute est 26 secondes. Lors de la course de fond, Mikko Kokslien accompagné de Truls Sønstehagen Johansen et de Lukas Runggaldier revient sur la tête de la course à la fin du deuxième tour. Un tour plus tard, c'est Hugo Buffard qui rejoint le groupe de tête. Celui-ci décide d'attaquer au début du dernier tour mais il est suivi par les Norvégiens Mikko Kokslien et Truls Sønstehagen Johansen. Finalement Mikko Kokslien parvient à remporter sa troisième victoire devant son compatriote et Hugo Buffard. Il espère que ses trois victoires font lui permettre de se qualifier pour les jeux olympiques.

#### Otepää
Les courses d'Otepää sont annulées par manque de neige. Elles ne sont pas reprogrammées.

#### Klingenthal

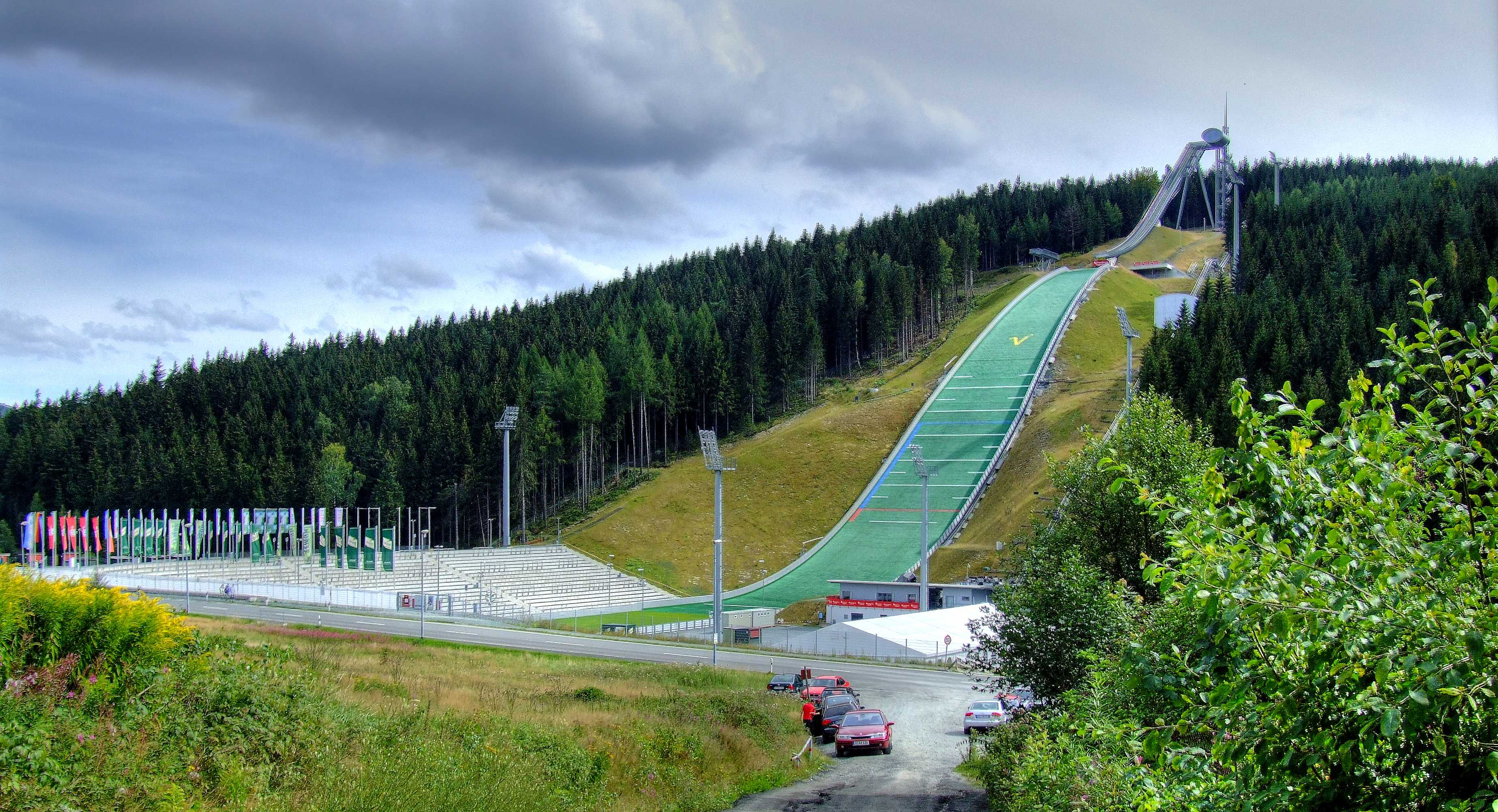
Vogtland Arena, le tremplin de Klingenthal.

En raison des épreuves d'Otepää en coupe du monde, de nombreux athlètes disputant habituellement la coupe du monde participent aux courses de Klingenthal. 73 athlètes représentant 18 nations sont engagés parmi lesquels l'intégralité de l'équipe estonienne, les athlètes polonais Adam Cieslar, Szczepan Kupczak et Pawel Slowiok, le Russe Ernest Yahin, le Suisse Tim Hug, les Français Maxime Laheurte, François Braud et Antoine Gérard.
Le 5 janvier 2018, le Norvégien Sindre Ure Søtvik domine le concours de saut. Il devance son compatriote Harald Johnas Riiber et l'Estonien Kristjan Ilves,. Le Français, Antoine Gérard qui a réalisé le plus long saut du jour à 135 mètres est septième à 38 secondes en raison des compensations (vent plus favorable lors de son saut que pour les autres concurrents). Lors de la course de ski de fond de 5 kilomètres, le Français réalise le troisième temps de ski ce qui lui permet de remonter tous les concurrents qui le précèdent. Il remporte sa première course internationale. Sindre Ure Søtvik réussit à conserver la deuxième place avec près de 3 secondes d'avance sur un second français, Maxime Laheurte. Celui-ci était parti à près d'une minute du leader et il est remonté grâce au meilleur temps de ski.
Le lendemain, l'Autrichien Franz-Josef Rehrl domine le concours de saut grâce au plus long saut du jour, 138 mètres. Ce saut lui permet de devancer de 21 secondes le Norvégien Harald Johnas Riiber et un second Norvégien, Simen Kvarstad, qui est à 32 secondes. Antoine Gérard, vainqueur la veille, est disqualifié en raison d'une combinaison non conforme. Franz-Josef Rehrl fait la course de fond en tête et s'impose en solitaire avec 26 secondes d'avance sur le Français Maxime Laheurte qui était parti en neuvième position. Le Polonais, Paweł Słowiok termine troisième grâce au quatrième temps de ski. Il s'agit de son premier podium dans la compétition. Hugo Buffard a réalisé le meilleur temps de ski ce qui lui a permis de remonter de la 61e place à la 13e place.
Le 7 janvier, le concours de saut est annulé,. Par conséquent, le saut de réserve disputé jeudi est utilisé. L'Estonien, Kristjan Ilves, qui avait réalisé 127 mètres est en tête avec 6 secondes d'avance sur l'Autrichien Franz-Josef Rehrl et 8 secondes sur l'Allemand Anton Schlütter. François Braud, parti en huitième position à 40 secondes s'impose à l'issue de la course de fond. Derrière lui, Antoine Gérard et Paweł Słowiok, respectivement parti 18e à une minute et 18 secondes et 19e à une minute et 20 secondes font la course ensemble mais ne parviennent pas à revenir sur François Braud. Le Français lâche le Polonais dans le final et termine deuxième.

#### Ruka

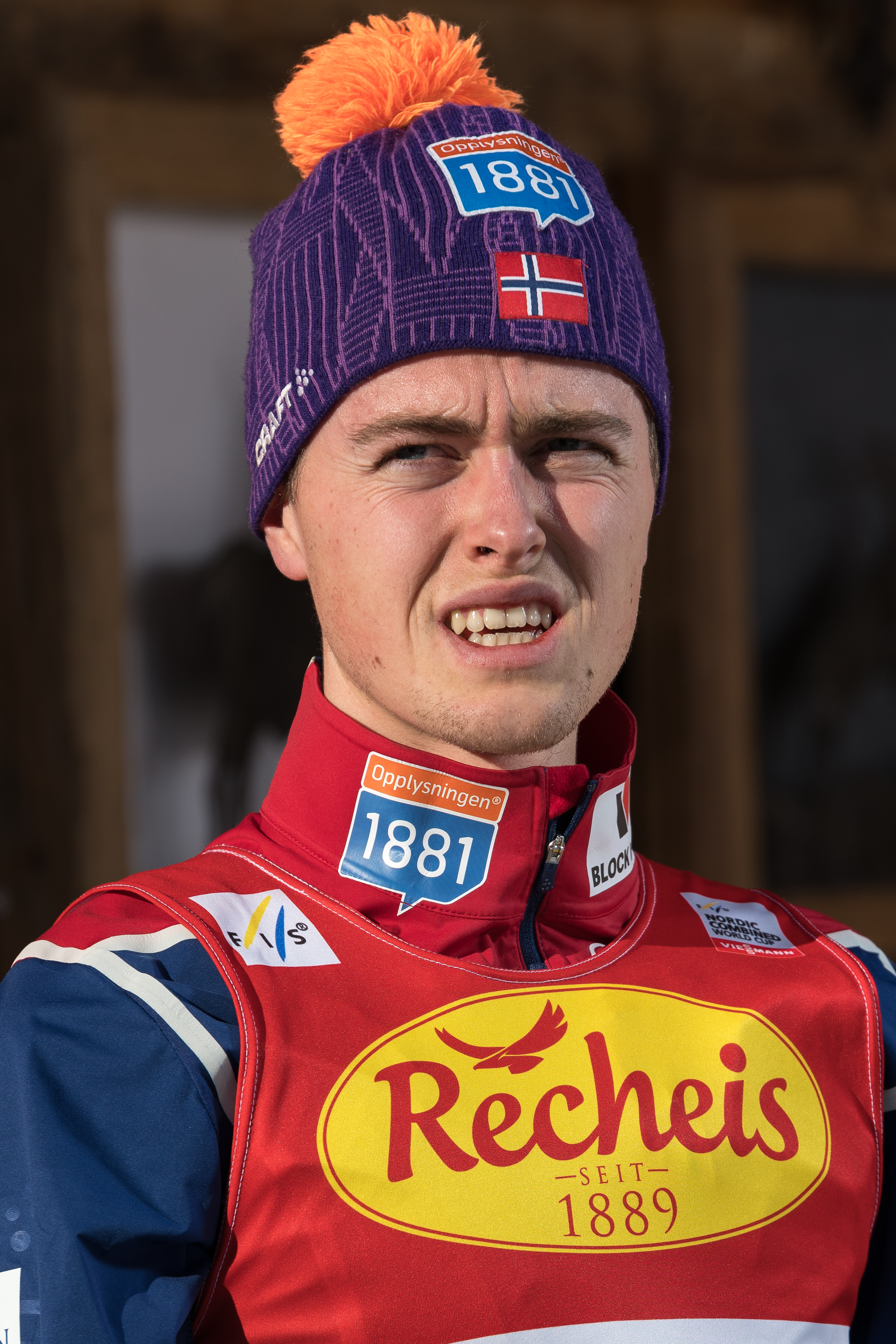
Sindre Ure Søtvik remporte une course et prend la tête du classement général de la compétition.

Le week-end suivant, trois courses sont programmés à Ruka. Le concours de saut est annulé en raison des conditions climatiques et le saut de réserve disputé la veille est utilisé à la place. Le Norvégien, Sindre Ure Søtvik, est largement en tête grâce à un saut de 138 mètres. Il devance de plus d'une minute, l'Allemand Luis Lehnert et l'Autrichien Martin Fritz. Les skieurs rapides comme Bernhard Flaschberger ou Thomas Jöbstl sont plus loin (respectivement à deux minutes trente et à deux minutes cinquante). Cependant, grâce au deuxième temps de ski, Bernhard Flaschberger réussit à remonter tous les athlètes qui le devançaient et l'emporte avec huit secondes d'avance sur le Japonais Hidefumi Denda qui était parti avec une minute et 43 secondes de retard sur le leader. Thomas Jöbstl qui a réalisé le meilleur temps de ski est troisième devant un autre Autrichien, Martin Fritz. Sindre Ure Søtvik, leader après le saut, a rétrogradé jusqu'en cinquième place.
Le lendemain, un mass start est un programme (dans cette épreuve, le ski de fond est disputé avant le saut). Il s'agit de la première compétition de ce type depuis la coupe du monde 2009,. Paul Gerstgraser a pris la première place de la course de fond devant ses compatriotes Bernhard Flaschberger qui termine à 7 secondes et Thomas Jöbstl qui termine à 18 secondes. Lars Buraas est à une minute et la majorité des sauteurs sont dans un groupe arrivé à une minute trente du leader. Le concours de saut se dispute dans des conditions de vents difficiles et les cinq sauteurs ayant réalisé les plus longs sauts dominent finalement le classement final. Sindre Ure Søtvik réalise 141 mètres ce qui lui permet de l'emporter. Martin Fritz est deuxième grâce à un saut de 138 mètres. Luis Lehnert termine troisième ce qui est son premier podium dans la compétition,,.
Lors de la troisième course, le concours de saut ne peut être disputé en raison du vent. Par conséquent le saut d'entraînement de la veille est utilisé. Le Norvégien, Harald Johnas Riiber, est le leader grâce à un saut de 133,5 mètres ce qui lui permet d'avoir 13 secondes d'avance sur Martin Fritz qui a sauté 2,5 m de plus loin mais avec plus d'élan et 18 secondes sur Sindre Ure Søtvik. Il y a seulement douze athlètes a moins de deux minutes de la tête. Les Autrichiens Thomas Jöbstl, Bernhard Flaschberger et Paul Gerstgraser rapides sur les skis sont respectivement à une minute et 28 secondes, deux minutes et 50 secondes et à trois minutes et 18 secondes. Lors de la course de fond, Thomas Jöbstl réalise le troisième meilleur temps de ski ce qui lui permet de remporter la course devant Martin Fritz et Harald Johnas Riiber. Il s'agit de sa première victoire dans cette compétition. Sindre Ure Søtvi, le leader du classement général, rétrograde la troisième à la huitième place lors de la course de ski de fond.

#### Rena

##### Femmes

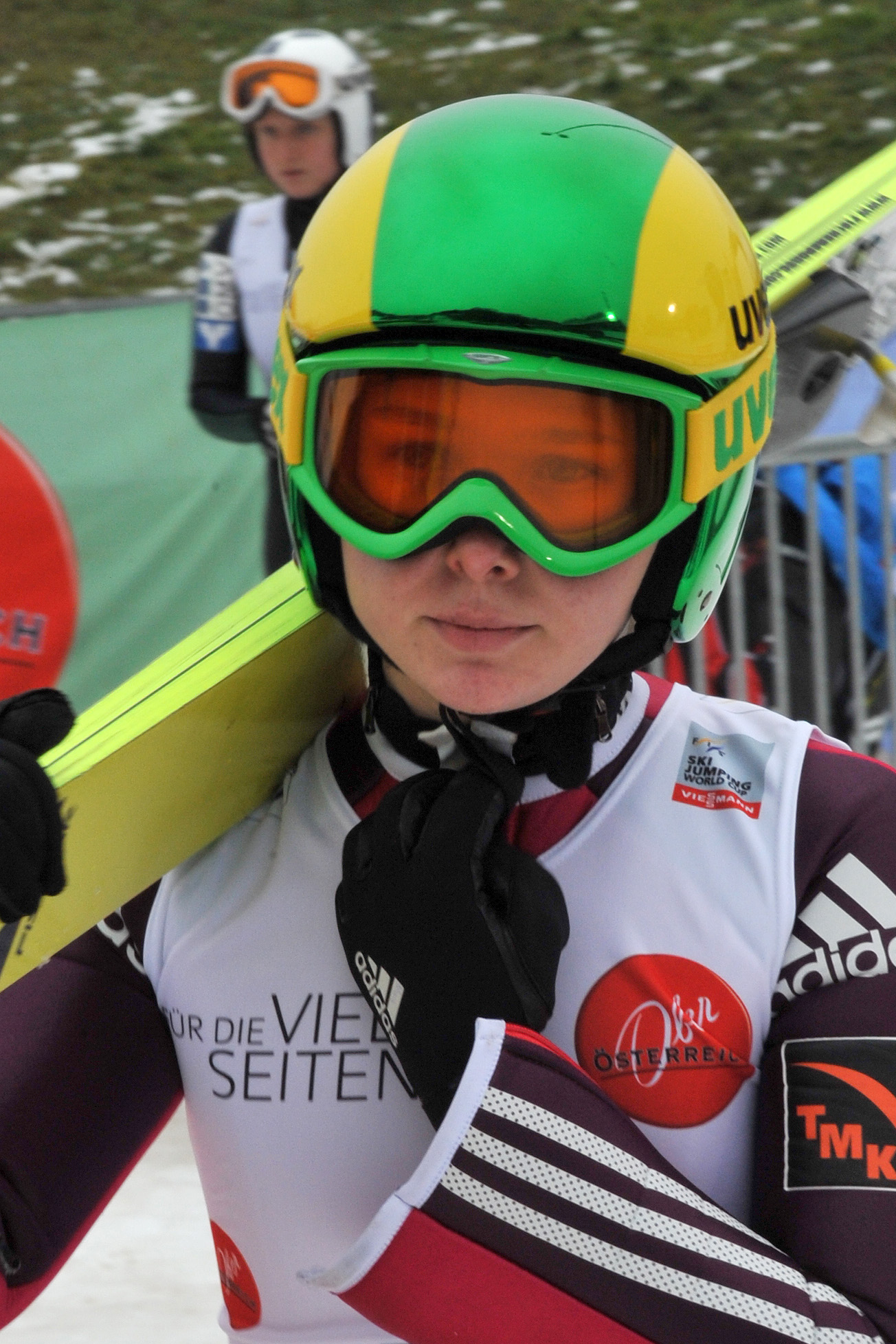
Stefaniya Nadymova remporte la première course féminine officielle de l'histoire.

Le 20 janvier 2018, la première course féminine a lieu à Rena,. La course rassemble 14 athlètes de sept nations différentes. Les conditions météorologiques ne permettent pas d'effectuer le concours de saut et le saut de réserve disputé la veille est utilisé. La Russe, Stefaniya Nadymova, est en tête avec 10 secondes d'avance sur l'Allemande Jenny Nowak grâce à un saut à 104,5 mètres. La Japonaise, Ayane Miyazaki, est troisième à 14 secondes. Derrière, Veronica Gianmoena est quatrième mais à une minute et 12 secondes. Lors de la course de fond, Ayane Miyazaki revient sur Stefaniya Nadymova mais la Russe s'impose au sprint. Jenny Nowak termine troisième devant la seconde Japonaise, Yura Murakami. Les Norvégiennes à domicile ont déçu, la meilleure d'entre elles étant septième,. La Norvégienne Mari Leinan Lund a chuté à la réception d'un saut et a dû être emmené à l'hôpital.
Le lendemain, une seconde course est au programme. La Japonaise, Ayane Miyazaki, saute à 101 mètres (la seule athlète à passer la barre des 100 mètres lors de son saut) et elle devance la Russe Stefaniya Nadymova de 20 secondes. Derrière, l'Allemande, Jenny Nowak est troisième mais à une minute et 8 secondes soit quelques secondes d'avance sur Veronica Gianmoena. Yura Murakami, quatrième la veille, est disqualifiée en raison d'une combinaison non conforme. Lors de la course de ski de fond, Ayane Miyazaki parvient à résister à Stefaniya Nadymova et s'impose avec une dizaine de secondes d'avance. La bataille pour la troisième tourne à l'avantage de l'Allemande Jenny Nowak qui réalise un meilleur temps de ski que Veronica Gianmoena.
Stefaniya Nadymova et Ayane Miyazaki sont à égalité en tête du classement général de la compétition.

##### Hommes

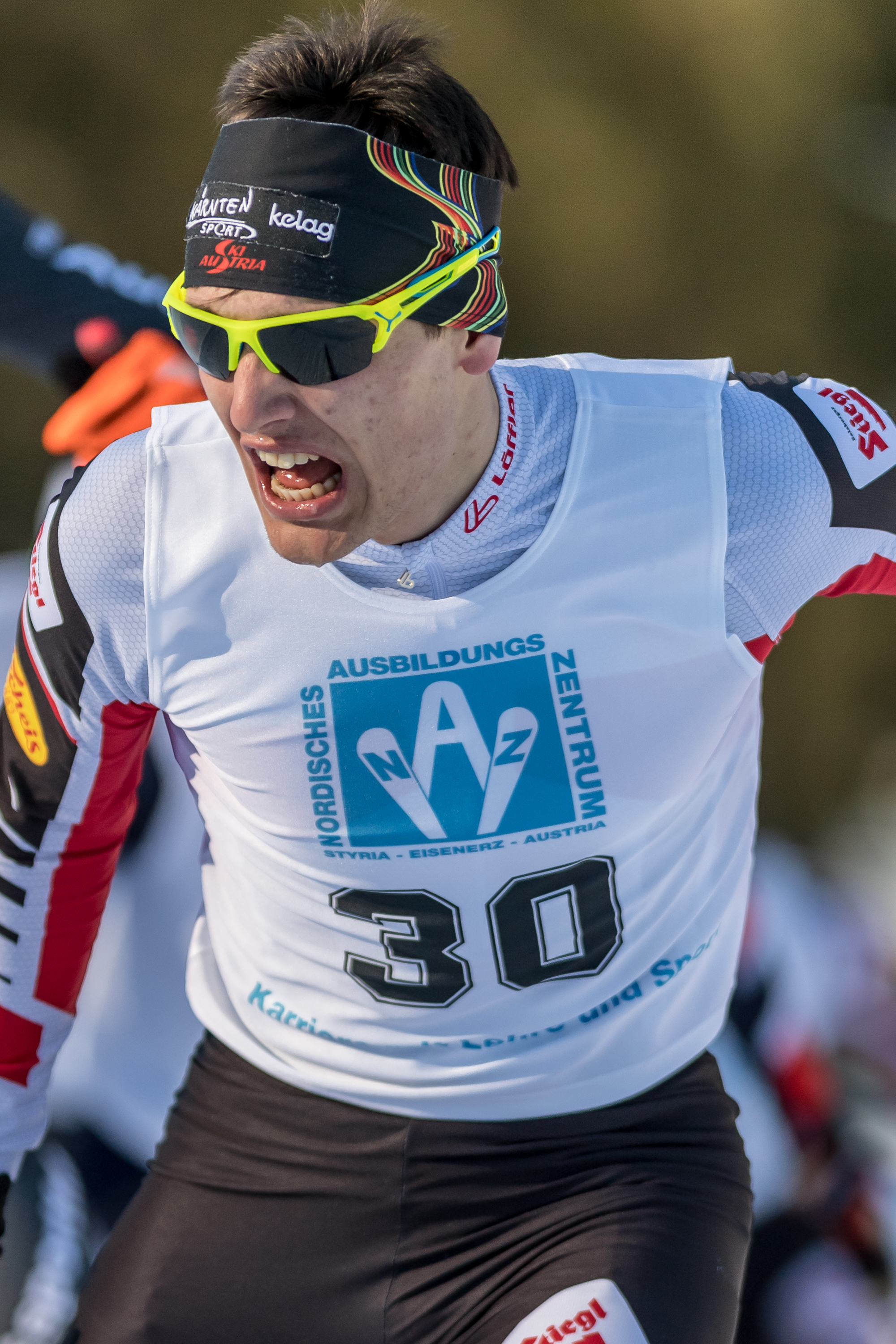
L'Autrichien Thomas Jöbstl signe une victoire et prend la tête de la compétition à Rena.

En parallèle des compétitions masculines se déroulent les premières courses officielles féminines. Le concours de saut est dominé par quatre athlètes norvégiens. Harald Johnas Riiber devance Sindre Ure Søtvik, Simen Kvarstad et Simen Tiller. Les meilleurs skieurs sont plus loin : Thomas Jöbstl est à une minute et 38 secondes, Taylor Fletcher est à deux minutes et 17 secondes et Bernhard Flaschberger est 27e à deux minutes et 26 secondes. Lors de la course de fond, celui-ci remonte progressivement jusqu'au groupe de tête composé de quatre autres athlètes : son compatriote Thomas Jöbstl, l'Américain, Taylor Fletcher, l'Allemand Tobias Simon, cinquième après le saut et le Norvégien Jens Luraas Oftebro, neuvième après le saut. La victoire se joue au sprint entre ces cinq athlètes et c'est l'Autrichien Thomas Jöbstl qui l'emporte devant Bernhard Flaschberger et le Jens Luraas Oftebro.
Le lendemain, les Norvégiens dominent à nouveau le concours de saut. Simen Kvarstad est en tête et il devance de 13 secondes Harald Johnas Riiber, Andreas Skoglund est à 15 secondes du leader et Simen Tiller à 22 secondes de la tête. Derrière, les Autrichiens Martin Fritz et Dominik Terzer sont à 26 secondes et à 33 secondes. Les meilleurs fondeurs de la veille sont plus loin. Taylor Fletcher est le premier d'entre eux et il est à une minute et 35 secondes. Lors de la course de fond, le duo autrichien composé de Martin Fritz et Dominik Terzer fait la course en tête et ils réussissent à conserver une poignée de secondes sur l'Américain Taylor Fletcher. Dominik Terzer remporte au sprint sa première victoire dans la compétition. Derrière un groupe de trois coureurs composé de Paul Gerstgraser, de Truls Sønstehagen Johansen et de Thomas Jöbstl a fait la course ensemble et est remonté jusqu'au place d'honneur.

#### Planica

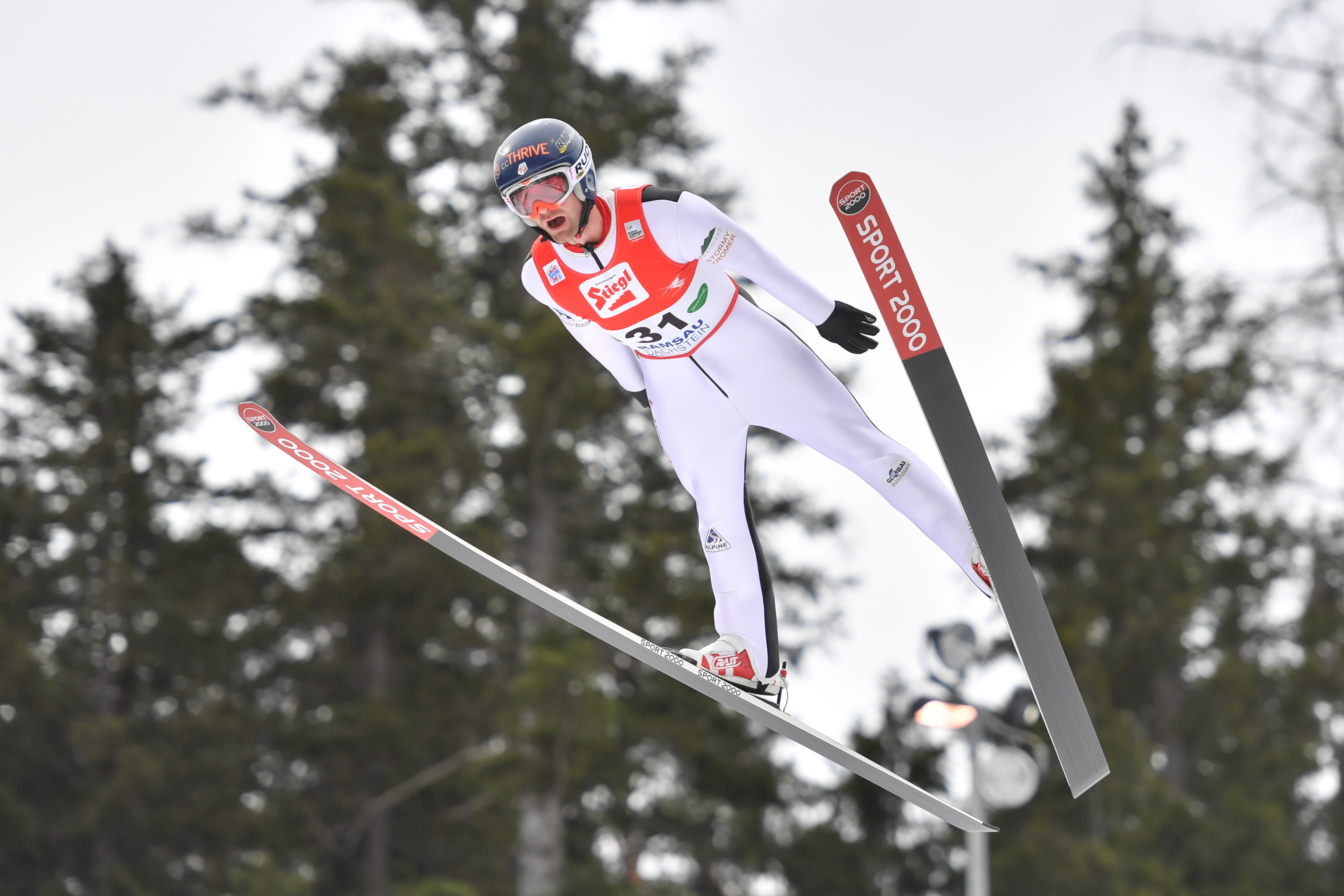
Bryan Fletcher remporte les deux courses de Planica.

En raison de la préparation olympique, certains pays (par exemple l'Autriche, la Norvège et l'Allemagne) ont envoyé à Hakuba leurs athlètes habitués à la coupe continentale. Par conséquent, ces pays ont inscrit aux courses de Planica des athlètes de leurs troisièmes équipes. Les deux frères Fletcher, Bryan et Taylor, sélectionnés pour les jeux olympiques sont quant à eux présents à Planica,. Lors du concours de saut, l'Allemand Anton Schlütter saute à 131,5 mètres ce qui lui permet de prendre la tête. Il devance de 6 secondes sur Martin Fritz qui a sauté à 128 mètres et 22 secondes sur Bryan Fletcher. Taylor Fletcher est plus loin à une minute et 30 secondes du leader. Lors de la course de fond, Bryan Fletcher revient sur Martin Fritz et Anton Schlütter et impose un rythme élevé que les deux athlètes ne peuvent suivre. Taylor Fletcher remonte en deuxième place grâce au meilleur temps de ski mais il termine à une minute de son frère. Martin Fritz réussit à accrocher la troisième place mais à deux minutes. Hugo Buffard domine Armin Bauer pour la quatrième place. Ces deux athlètes étaient partis plus loin au classement et ont remonté beaucoup de places lors de la course de ski de fond.
Lors de la deuxième course, Martin Fritz domine le concours de saut avec un saut à 131 mètres. Il devance de 9 secondes Bryan Fletcher qui a sauté à la même distance. Le Norvégien, Simen Tiller, est troisième à 16 secondes grâce à un saut à 130 mètres. Lors de la course de fond, Bryan Fletcher rattrape Martin Fritz rapidement, le lâche et remporte la course en solitaire. L'Autrichien parvient à résister au retour de Taylor Fletcher parti avec une minute et 30 secondes de retard sur lui. Simen Tiller parvient à terminer quatrième soit le meilleur résultat de sa carrière. Avec cette victoire, Martin Fritz prend la tête du classement général de la compétition.

#### Eisenerz

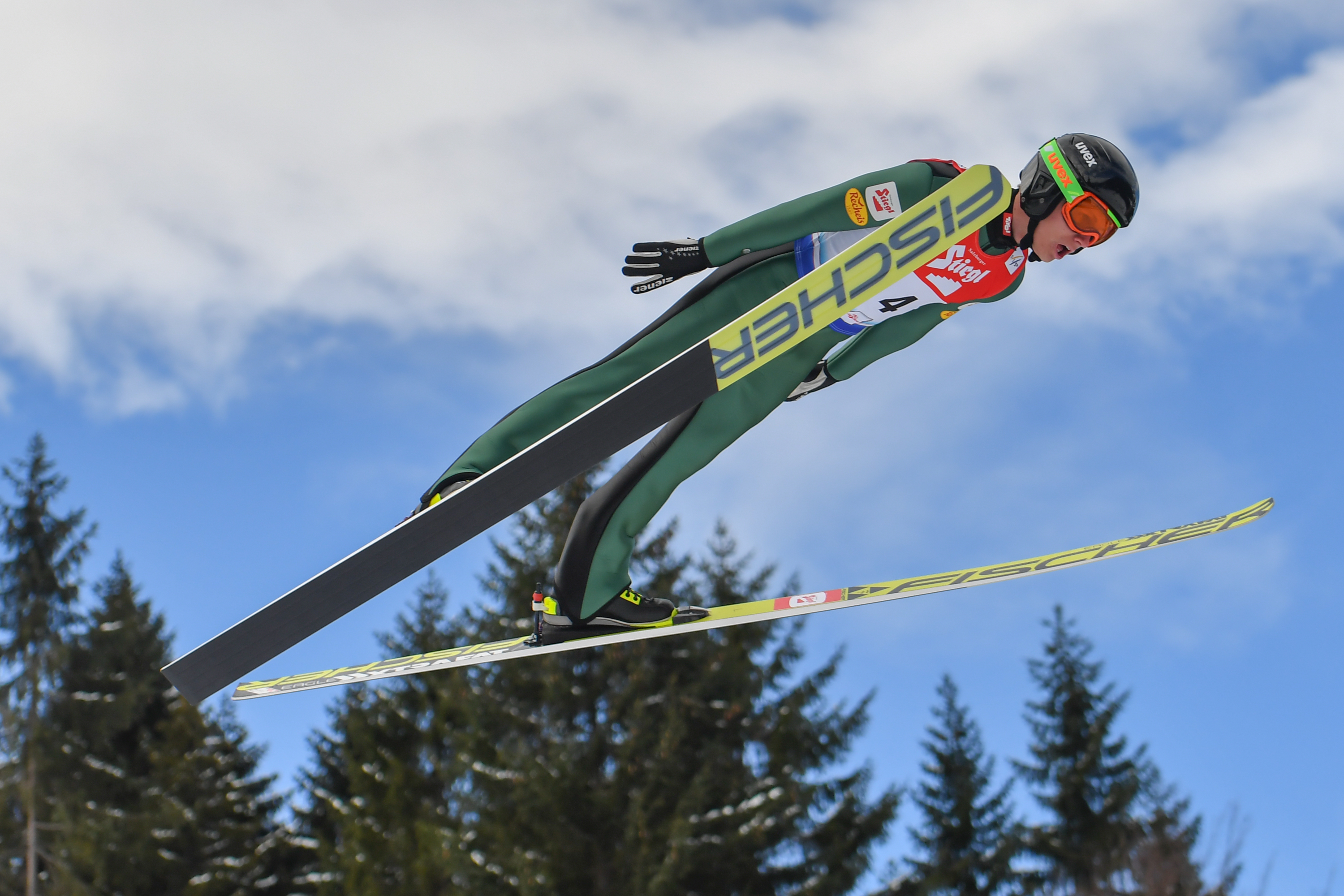
Mika Vermeulen signe une victoire et une troisième place à Eisenerz.

Les deux courses d'Eisenerz ont lieu pendant les jeux olympiques avec les athlètes non qualifiés ou non sélectionnés pour les courses olympiques. Lors du concours de saut, les Norvégiens dominent le concours avec Sindre Ure Søtvik qui saute à 108,5 mètres et Harald Johnas Riiber qui saute à 110 mètres. Ils ont exactement le même total de points (130,9 points) et ils disposent de 5 secondes d'avance sur Espen Bjørnstad. Les skieurs rapides sont plus loin avec Mikko Kokslien à une minute et 32 secondes, Thomas Jöbstl à une minute et 46 secondes, Mika Vermeulen à deux minutes et 4 secondes et enfin Bernhard Flaschberger et Paul Gerstgraser à plus de deux minutes et 30 secondes. Lors de la course de fond, le trio norvégien fait la course en tête jusque dans le dernier tour où ils sont rejoints par Mikko Kokslien, Mika Vermeulen, Thomas Jöbstl ainsi que par Jens Lurås Oftebro. Au sprint, Mika Vermeulen remporte sa première victoire dans la compétition devant les Norvégiens Mikko Kokslien, Espen Bjørnstad et Jens Lurås Oftebro,. Thomas Jöbstl, lâché en fin de course, termine cinquième et reprend la tête du classement général de la compétition devant Martin Fritz qui a terminé 22e.
Le lendemain, les Norvégiens dominent à nouveau le concours de saut,. Grâce à un saut de 107 mètres, Sindre Ure Søtvik domine le concours. Il devance de 8 secondes ses compatriotes Harald Johnas Riiber et de 53 secondes Espen Bjørnstad. Jan Vytrval est à une minute et quatre secondes alors que l'Allemand Tobias Simon est à une minute et onze secondes. Les skieurs rapides sont plus loin. Mikko Kokslien est à une minute et 37 secondes, Mika Vermeulen à deux minutes et deux secondes et Paul Gerstgraser à deux minutes et dix secondes. Lors de la course de ski de fond, les deux norvégiens font la course en tête lors des trois premiers tours. Dans le dernier tour, trois athlètes, Mikko Kokslien, Mika Vermeulen et Paul Gerstgraser, les rattrapent. La victoire se joue au sprint entre Mikko Kokslien et Paul Gerstgraser et c'est le Norvégien qui l'emporte,. L'Autrichien, Mika Vermeulen termine troisième devant Harald Johnas Riiber, Jan Vytrval et Martin Fritz.

#### Nijni Taguil

##### Femmes
Les deux dernières courses de la compétition ont lieu à Nijni Taguil en Russie. 14 athlètes représentant 5 nations participent aux deux courses. Lors de la première course, Stefaniya Nadymova domine le concours de saut avec un saut à 95 mètres,. Elle devance la Japonaise, Ayane Miyazaki, qui a sauté à 92 mètres de deux secondes. L'Italienne, Veronica Gianmoena, est troisième à 56 secondes et elle devance l'Allemande Jenny Nowak qui est quant à elle à une minute et onze secondes. Dans la course de fond, Stefaniya Nadymova et Ayane Miyazaki, font la course ensemble et la Russe lâche la Japonaise en fin de course et l'emporte. Derrière, la Russe Anastasia Goncharova, partie 7e avec deux minutes et 26 secondes de retard, réalise le meilleur temps de ski et remonte jusqu'en troisième place. Jenny Nowak prend la quatrième place devant Veronica Gianmoena.
Le lendemain, la Japonaise, Ayane Miyazaki, domine le concours de saut grâce à un saut à 87,5 mètres ce qui lui permet de compter 3 secondes d'avance sur la Russe Stefaniya Nadymova qui a réalisé un saut à 87 mètres. Les écarts sont faibles sur les poursuivantes : Jenny Nowak est à 16 secondes et l'Italienne Veronica Gianmoena à 24 secondes. Par contre, les athlètes suivantes sont à plus d'une minute et trente secondes de la leader. Lors de la course de ski de fond, Jenny Nowak parvient à revenir sur les deux athlètes de tête et la course se joue entre les trois athlètes au sprint. Stefaniya Nadymova l'emporte devant l'Allemande et Ayane Miyazaki. Veronica Gianmoena parvient à conserver la quatrième place mais elle termine à plus d'une minute du trio de tête. La Russe, Anastasia Goncharova, réalise le meilleur temps de ski ce qui lui permet de terminer cinquième.

##### Hommes

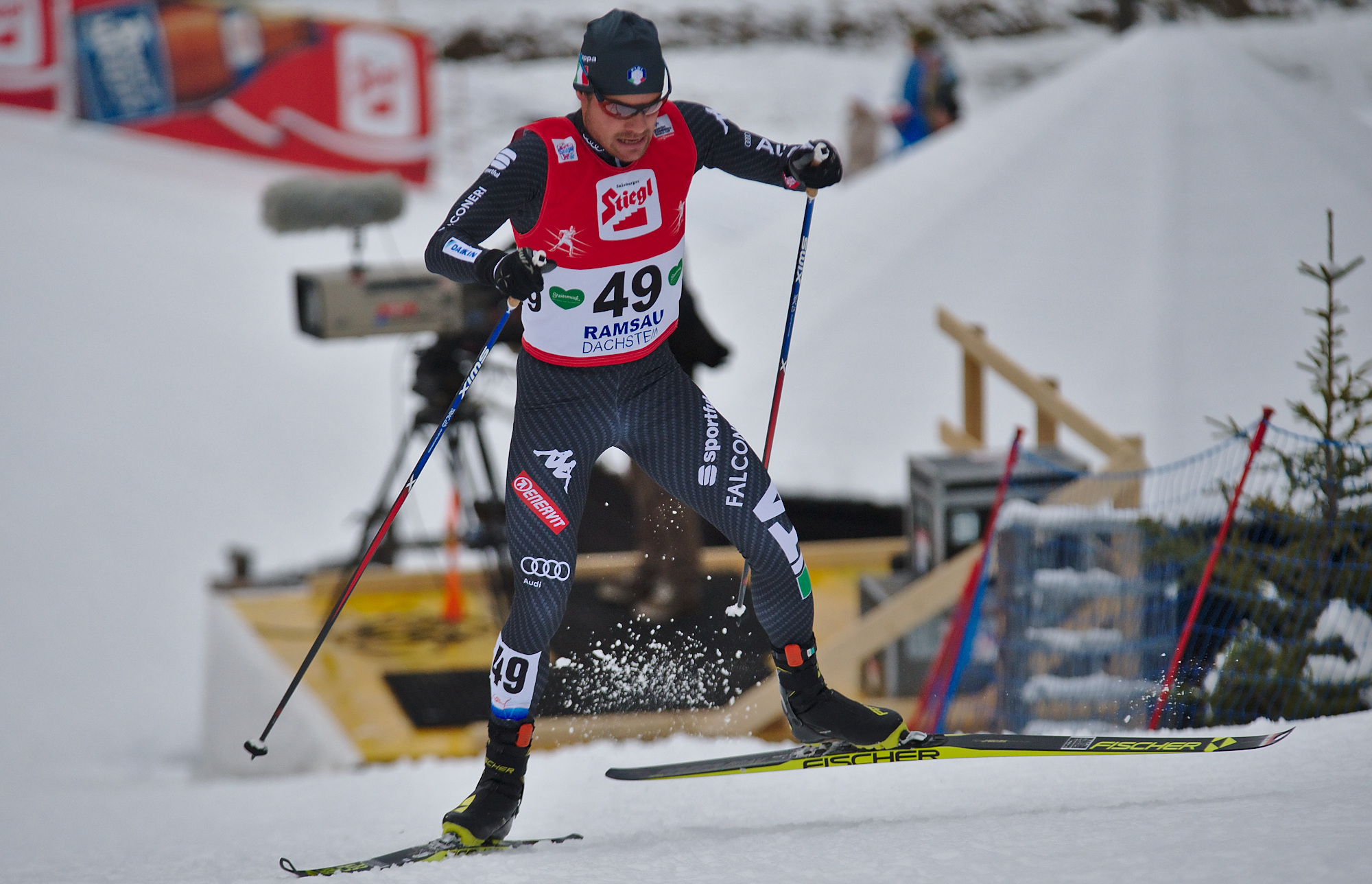
Lukas Runggaldier signe sa première victoire en coupe continentale.

Les trois dernières courses de la compétition ont lieu à Nijni Taguil en Russie. 56 athlètes représentant 12 nations participent aux trois courses. Lors de la première course, le Russe Ernest Yahin domine le concours de saut grâce à un saut à 99,5 mètres ce qui lui permet de compter 123,1 points. Converti en secondes, il dispose de 10 secondes d'avance sur l'Allemand Terence Weber qui a sauté à 98 mètres et de 36 secondes sur le Français Laurent Muhlethaler. Derrière, l'Italien, Lukas Runggaldier est à une minute et 19 secondes du leader. Thomas Jöbstl, en tête du classement général de la compétition, est quant à lui 25e à une minute et 38 secondes. Lors de la course de ski de fond, Terence Weber reprend rapidement Ernest Yahin puis le lâche. Derrière un duo composé de Laurent Mühlethaler et d'Aguri Shimizu reprend le Russe au cinquième kilomètre. Un groupe de huit coureurs emmené par Lukas Runggaldier est un peu plus loin. Finalement l'Italien revient seul sur Aguri Shimizu et Laurent Mühlethaler puis ces trois hommes reviennent sur Terence Weber. Finalement, l'Italien l'emporte au sprint devant Aguri Shimizu et Terence Weber,,. Il s'agit de la première victoire de Lukas Runggaldier en coupe continentale ainsi que la première victoire italienne en coupe continentale depuis le 12 janvier 2014 où Armin Bauer l'avait emporté à Høydalsmo.
Le lendemain, un mass start est programmé et la course de ski de fond a par conséquent lieu avant le saut à ski. Lors de la course de ski de fond, un groupe de quatre athlètes composé du Français Hugo Buffard, de l'Italien Lukas Runggaldier et des Autrichiens Bernhard Flaschberger et de Paul Gerstgraser se détachent. En fin de course, Hugo Buffard et Bernhard Flaschberger lâchent les deux autres athlètes et terminent au deux premières places. Hugo Buffard termine en 24 minutes et 44 secondes et sa première place lui permet de marquer 120 points. Bernhard Flaschberger termine à trois dixièmes de secondes du Français et marque 119,2 points. Paul Gerstgraser compte 116,5 points et Lukas Runggaldier 116 points. derrière, l'écart est important avec le cinquième le Norvégien Lars Buraas qui termine avec une minute de 24 secondes de retard sur le Français et il compte 99 points. Le concours de saut à ski est dominé par le Russe Ernest Yahin qui grâce à un saut à 99 mètres remonte de la 28e à la deuxième place à 1,1 points du vainqueur. Il s'agit de son premier podium dans la compétition. En effet, Bernhard Flaschberger parvient à l'emporter grâce à un saut à 82 mètres. Paul Gerstgraser prend la troisième place devant le Japonais Go Sonehara.
La dernière course de la saison est disputée le 11 mars 2018 avec deux sauts et un quinze kilomètres. Le premier saut est dominé par le Japonais Go Sonehara qui a sauté à 94 mètres. Il devance de quelques points les Russes, Niyaz Nabeev et Ernest Yahin. Lors de la deuxième manche de saut, le Français, Laurent Muhlethaler saute à 102,5 mètres ce qui lui permet de prendre la tête. Ernest Yahin est deuxième à 21 secondes tandis que Go Sonehara et Niyaz Nabeev sont troisième et cinquième. Tobias Simon est intercalé à la quatrième place à une minute et onze secondes du leader. Derrière, les skieurs rapides sont loin avec par exemple Lukas Runggaldier, deuxième à deux minutes et 30 secondes ou Bernhard Flaschberger à trois minutes et 49 secondes. Lors de la course de fond, Laurent Muhlethaler fait la course seul en tête remporte sa première victoire en coupe continentale. L'Allemand Tobias Simon a rattrapé puis lâché Go Sonehara et Ernest Yahin et il termine deuxième à 22 secondes du Français. Avec le sixième temps de ski, Lukas Runggaldier parvient à terminer à la troisième place.

### Bilan de la saison
Le coordinateur de la compétition, Toni Guggemoos, prend sa retraite et il est remplacé par Michael Neumayer.

#### Femmes
La Russe, Stefaniya Nadymova, remporte le classement général de cette première compétition officielle de combiné nordique. Elle devance la Japonaise, Ayane Miyazaki et l'Allemande Jenny Nowak qui a remporté la course non officielle des championnats du monde junior de ski nordique 2018.
Bien que très attendue, l'Américaine Tara Geraghty-Moats ne participe pas aux compétitions notamment en raison d'une fracture du bras,,.

#### Hommes
Le classement général est remporté par Thomas Jöbstl avec 577 points. Martin Fritz et Sindre Ure Søtvik parviennent à garder leur deuxième et troisième place malgré leur absence lors des trois dernières courses de Nijni Taguil. Ils comptent respectivement 520 points et 516 points. Mikko Kokslien qui a pris sa retraite après la course de coupe du monde d'Holmenkollen est quatrième avec 480 points. L'Autriche domine le classement des Nations avec 3 038 points devant la Norvège (2 754 points) et l'Allemagne (1 751 points).
En cours de saison, Nicolas Didier et Fabian Steindl prennent leurs retraites. Michael Dünkel (de) et Sepp Schneider annoncent leurs retraites à la fin de la saison,. En août 2018, Mika Vermeulen, double médaillé aux Championnats du monde junior de ski nordique 2017, annonce qu'il va se consacrer dorénavant exclusivement au ski de fond.

## Classement général

### Individuel
| Rang | Nom                   | Points |
| ---- | --------------------- | ------ |
| 01   | Stefaniya Nadymova    | 380    |
| 02   | Ayane Miyazaki        | 320    |
| 03   | Jenny Nowak           | 250    |
| 04   | Veronica Gianmoena    | 190    |
| 05   | Sophia Maurus         | 156    |
| 06   | Yura Murakami         | 126    |
| 07   | Anastasia Goncharova  | 105    |
| 08   | Svetlana Gladikova    | 088    |
| 09   | Gyda Westvold Hansen  | 081    |
| 10   | Simona Weinlichova    | 064    |
| 11   | Anna Aleksandrova     | 058    |
| 12   | Thea Oeihaugen        | 055    |
| 12   | Hanna Midtsundstad    | 055    |
| 14   | Olga Aristova         | 052    |
| 15   | Ekaterina Tikhonova   | 048    |
| 16   | Gabriella Armstrong   | 046    |
| 17   | Ksenia Makarova       | 044    |
| 18   | Dayana Akhmetvaliyeva | 040    |
| 19   | Marte Leinan Lund     | 036    |

| Rang | Nom                        | Points |
| ---- | -------------------------- | ------ |
| 01.  | Thomas Jöbstl              | 577    |
| 02.  | Martin Fritz               | 520    |
| 03.  | Sindre Ure Søtvik          | 516    |
| 04.  | Mikko Kokslien             | 480    |
| 05.  | Tobias Simon               | 479    |
| 06.  | Bernhard Flaschberger      | 467    |
| 07.  | Harald Johnas Riiber       | 447    |
| 08.  | Hugo Buffard               | 427    |
| 09.  | Lukas Runggaldier          | 381    |
| 10.  | Paul Gerstgraser           | 373    |
| 11.  | David Welde                | 333    |
| 12.  | Truls Sønstehagen Johansen | 318    |
| 13.  | Go Sonehara                | 290    |
| 14.  | Hidefumi Denda             | 281    |
| 15.  | Aguri Shimizu              | 273    |
| 16.  | Laurent Muhlethaler        | 266    |
| 17.  | Taylor Fletcher            | 250    |
| 18.  | Florian Dagn               | 211    |
| 19.  | Franz-Josef Rehrl          | 200    |
| 19.  | Espen Bjørnstad            | 200    |
| 19.  | Bryan Fletcher             | 200    |
| 22.  | Martin Hahn                | 199    |
| 23.  | Mika Vermeulen             | 189    |
| 24.  | Kodai Kimura               | 188    |
| 25.  | Ernest Yahin               | 185    |
| 26.  | Antoine Gérard             | 180    |
| 27.  | Ben Loomis                 | 175    |
| 28.  | Jens Lurås Oftebro         | 161    |
| 29.  | Ryota Yamamoto             | 153    |
| 30.  | Jasper Good                | 148    |
| 31.  | Maxime Laheurte            | 140    |
| 32.  | François Braud             | 132    |
| 33.  | Luis Lehnert               | 127    |
| 33.  | Dominik Terzer             | 127    |
| 35.  | Paweł Słowiok              | 125    |
| 36.  | Kristjan Ilves             | 124    |
| 37.  | Einar Lurås Oftebro        | 122    |
| 37.  | Simen Tiller               | 122    |
| 39.  | Lars Buraas                | 116    |
| 40.  | Leif Torbjørn Næsvold      | 115    |
| 40.  | Anton Schluetter           | 115    |
| 42.  | Armin Bauer                | 112    |
| 42.  | Samuel Mraz                | 112    |
| 44.  | Manuel Maierhofer          | 104    |
| 44.  | Stephen Schumann           | 104    |
| 46.  | Terence Weber              | 096    |
| 47.  | Ben Berend                 | 090    |
| 48.  | Julian Schmid              | 089    |
| 49.  | Lukáš Daněk                | 085    |
| 50.  | Tom Lubitz                 | 083    |
| 51.  | Marc-Luis Rainer           | 075    |
| 52.  | Samir Mastiev (no)         | 072    |
| 53.  | Jan Vytrval                | 071    |
| 54.  | Marjan Jelenko             | 070    |
| 55.  | Wojciech Marusarz          | 064    |
| 56.  | Vitalii Ivanov             | 058    |
| 57.  | Wille Karhumaa             | 056    |
| 58.  | Vid Vrhovnik               | 055    |
| 59.  | Christian Deuschl (de)     | 049    |
| 59.  | Wendelin Thannheimer       | 049    |
| 59.  | Leon Šarc                  | 049    |
| 62.  | Tim Kopp                   | 048    |
| 63.  | Thomas Rettenegger         | 044    |
| 64.  | Martin Zeman               | 042    |
| 65.  | Lars Ivar Skårset          | 041    |
| 66.  | David Mach                 | 039    |
| 67.  | Lilian Vaxelaire           | 038    |
| 68.  | Atte Korhonen              | 036    |
| 69.  | Emil Ottesen               | 034    |
| 70.  | Edgar Vallet               | 033    |
| 71.  | Aleksander Skoglund        | 032    |
| 72.  | Johannes Lamparter         | 031    |
| 73.  | Philipp Blaurock (de)      | 029    |
| 74.  | Han Hendrik Piho           | 028    |
| 75.  | Jussi Salo                 | 027    |
| 75.  | Viacheslav Barkov          | 027    |
| 77.  | Andreas Skoglund           | 026    |
| 78.  | Luca Gianmoena             | 025    |
| 79.  | Adam Loomis                | 024    |
| 79.  | Sepp Schneider             | 024    |
| 81.  | Constantin Schnurr         | 023    |
| 82.  | Adam Cieslar               | 022    |
| 82.  | Dmytro Mazurchuk (no)      | 022    |
| 84.  | Justin Moczarski           | 020    |
| 85.  | Otto Niittykoski           | 019    |
| 86.  | Grant Andrews              | 018    |
| 86.  | Ondřej Pažout              | 018    |
| 86.  | Max Teeling                | 018    |
| 89.  | Konstantin Abramov         | 016    |
| 89.  | Noa Ian Mraz               | 016    |
| 89.  | Kail Piho                  | 016    |
| 89.  | Jonas Welde                | 016    |
| 93.  | Simen Kvarstad             | 013    |
| 94.  | Gašper Brecl               | 011    |
| 94.  | Emil Vilhelmsen            | 011    |
| 96.  | Raffaele Buzzi             | 010    |
| 97.  | Nicolas Didier             | 007    |
| 98.  | Simon Huettel              | 006    |
| 98.  | Atte Kettunen              | 006    |
| 100. | Waltteri Karhumaa          | 005    |
| 101. | Nik Knaus                  | 004    |
| 101. | Philipp Kuttin             | 004    |
| 101. | Alexander Pashaev          | 004    |
| 104. | Nathaniel Mah              | 003    |
| 104. | Niyaz Nabeev               | 003    |
| 104. | Yuto Nakamura (de)         | 003    |
| 104. | Karl-August Tiirmaa        | 003    |
| 108. | Andreas Ilves              | 002    |
| 108. | Denis Parolari             | 002    |
| 110. | Gael Blondeau              | 001    |
| 110. | Manuel Einkemmer           | 001    |
| 110. | Jared Shumate              | 001    |

### Coupe des Nations
Le classement de la Coupe des nations est établi à partir d'un calcul qui fait la somme de tous les résultats obtenus par les athlètes d'un pays dans les épreuves individuelles.
| Rang | Nation     | Points |
| ---- | ---------- | ------ |
| 01.  | Russie     | 0775   |
| 02.  | Japon      | 0446   |
| 03.  | Allemagne  | 0406   |
| 04.  | Norvège    | 0227   |
| 05.  | Italie     | 0190   |
| 06.  | Tchéquie   | 064    |
| 07.  | États-Unis | 046    |
| 08.  | Kazakhstan | 040    |

| Rang | Nation     | Points |
| ---- | ---------- | ------ |
| 01.  | Autriche   | 3 038  |
| 02.  | Norvège    | 2 754  |
| 03.  | Allemagne  | 1 751  |
| 04.  | France     | 1 224  |
| 05.  | Japon      | 1 188  |
| 06.  | États-Unis | 1 010  |
| 07.  | Italie     | 0634   |
| 08.  | Russie     | 0365   |
| 09.  | Tchéquie   | 0216   |
| 10.  | Pologne    | 0211   |
| 11.  | Slovénie   | 0189   |
| 12.  | Estonie    | 0173   |
| 13.  | Finlande   | 0149   |
| 14.  | Ukraine    | 0022   |
| 15.  | Canada     | 0003   |

## Résultats

### Compétition féminine
| Étape | Date           | Épreuve       | Vainqueur         | Deuxième          | Troisième         | Leader du classement |
| ----- | -------------- | ------------- | ----------------- | ----------------- | ----------------- | -------------------- |
| 1     | 6 janvier 2018 | HS 100 / 5 km | Épreuves annulées | Épreuves annulées | Épreuves annulées | Épreuves annulées    |
| 2     | 7 janvier 2018 | HS 100 / 5 km | Épreuves annulées | Épreuves annulées | Épreuves annulées | Épreuves annulées    |

| Étape | Date            | Épreuve       | Vainqueur          | Deuxième           | Troisième   | Leader du classement              |
| ----- | --------------- | ------------- | ------------------ | ------------------ | ----------- | --------------------------------- |
| 3     | 20 janvier 2018 | HS 111 / 5 km | Stefaniya Nadymova | Ayane Miyazaki     | Jenny Nowak | Stefaniya Nadymova                |
| 4     | 21 janvier 2018 | HS 111 / 5 km | Ayane Miyazaki     | Stefaniya Nadymova | Jenny Nowak | Stefaniya Nadymova Ayane Miyazaki |

| Étape | Date         | Épreuve       | Vainqueur          | Deuxième       | Troisième            | Leader du classement |
| ----- | ------------ | ------------- | ------------------ | -------------- | -------------------- | -------------------- |
| 5     | 10 mars 2018 | HS 100 / 5 km | Stefaniya Nadymova | Ayane Miyazaki | Anastasia Goncharova | Stefaniya Nadymova   |
| 6     | 11 mars 2018 | HS 100 / 5 km | Stefaniya Nadymova | Jenny Nowak    | Ayane Miyazaki       | Stefaniya Nadymova   |

### Compétition masculine
| Étape | Date             | Épreuve       | Vainqueur      | Deuxième                   | Troisième                  | Leader du classement |
| ----- | ---------------- | ------------- | -------------- | -------------------------- | -------------------------- | -------------------- |
| 1     | 15 décembre 2017 | HS 75 / 10 km | Mikko Kokslien | Truls Sønstehagen Johansen | Hugo Buffard               | Mikko Kokslien       |
| 2     | 16 décembre 2017 | HS 75 / 10 km | Mikko Kokslien | Hugo Buffard               | Truls Sønstehagen Johansen | Mikko Kokslien       |
| 3     | 17 décembre 2017 | HS 75 / 10 km | Mikko Kokslien | Truls Sønstehagen Johansen | Hugo Buffard               | Mikko Kokslien       |

| Étape | Date           | Épreuve        | Vainqueur         | Deuxième          | Troisième       | Leader du classement |
| ----- | -------------- | -------------- | ----------------- | ----------------- | --------------- | -------------------- |
| 4     | 5 janvier 2018 | HS 140 / 5 km  | Antoine Gérard    | Sindre Ure Søtvik | Maxime Laheurte | Mikko Kokslien       |
| 5     | 6 janvier 2018 | HS 140 / 10 km | Franz-Josef Rehrl | Maxime Laheurte   | Paweł Słowiok   | Mikko Kokslien       |
| 6     | 7 janvier 2018 | HS 140 / 10 km | François Braud    | Antoine Gérard    | Paweł Słowiok   | Mikko Kokslien       |

| Étape | Date            | Épreuve                   | Vainqueur             | Deuxième       | Troisième            | Leader du classement |
| ----- | --------------- | ------------------------- | --------------------- | -------------- | -------------------- | -------------------- |
| 7     | 12 janvier 2018 | HS 142 / 10 km            | Bernhard Flaschberger | Hidefumi Denda | Thomas Jöbstl        | Mikko Kokslien       |
| 8     | 13 janvier 2018 | Mass start 10 km / HS 142 | Sindre Ure Søtvik     | Martin Fritz   | Luis Lehnert         | Sindre Ure Søtvik    |
| 9     | 14 janvier 2018 | HS 142 / 10 km            | Thomas Jöbstl         | Martin Fritz   | Harald Johnas Riiber | Sindre Ure Søtvik    |

| Étape | Date            | Épreuve        | Vainqueur      | Deuxième              | Troisième          | Leader du classement |
| ----- | --------------- | -------------- | -------------- | --------------------- | ------------------ | -------------------- |
| 10    | 20 janvier 2018 | HS 111 / 10 km | Thomas Jöbstl  | Bernhard Flaschberger | Jens Lurås Oftebro | Sindre Ure Søtvik    |
| 11    | 21 janvier 2018 | HS 111 / 10 km | Dominik Terzer | Martin Fritz          | Taylor Fletcher    | Thomas Jöbstl        |

|                                                                                        |  |  |  |  |  |  |
| Kandersteg Championnats du monde junior de ski nordique 2018 (28 janvier au 3 février) |  |  |  |  |  |  |
|                                                                                        |  |  |  |  |  |  |

| Étape | Date           | Épreuve        | Vainqueur      | Deuxième        | Troisième       | Leader du classement |
| ----- | -------------- | -------------- | -------------- | --------------- | --------------- | -------------------- |
| 12    | 3 février 2018 | HS 139 / 10 km | Bryan Fletcher | Taylor Fletcher | Martin Fritz    | Thomas Jöbstl        |
| 13    | 4 février 2018 | HS 139 / 10 km | Bryan Fletcher | Martin Fritz    | Taylor Fletcher | Martin Fritz         |

| Étape | Date            | Épreuve        | Vainqueur      | Deuxième         | Troisième       | Leader du classement |
| ----- | --------------- | -------------- | -------------- | ---------------- | --------------- | -------------------- |
| 14    | 10 février 2018 | HS 109 / 10 km | Mika Vermeulen | Mikko Kokslien   | Espen Bjørnstad | Thomas Jöbstl        |
| 15    | 11 février 2018 | HS 109 / 10 km | Mikko Kokslien | Paul Gerstgraser | Mika Vermeulen  | Thomas Jöbstl        |

| Étape | Date         | Épreuve                   | Vainqueur             | Deuxième      | Troisième         | Leader du classement |
| ----- | ------------ | ------------------------- | --------------------- | ------------- | ----------------- | -------------------- |
| 16    | 9 mars 2018  | HS 100 / 10 km            | Lukas Runggaldier     | Aguri Shimizu | Terence Weber     | Thomas Jöbstl        |
| 17    | 10 mars 2018 | Mass start 10 km / HS 100 | Bernhard Flaschberger | Ernest Yahin  | Paul Gerstgraser  | Thomas Jöbstl        |
| 18    | 11 mars 2018 | HS 100 (2 sauts) / 15 km  | Laurent Muhlethaler   | Tobias Simon  | Lukas Runggaldier | Thomas Jöbstl        |